# Kasteel Vreuschemen

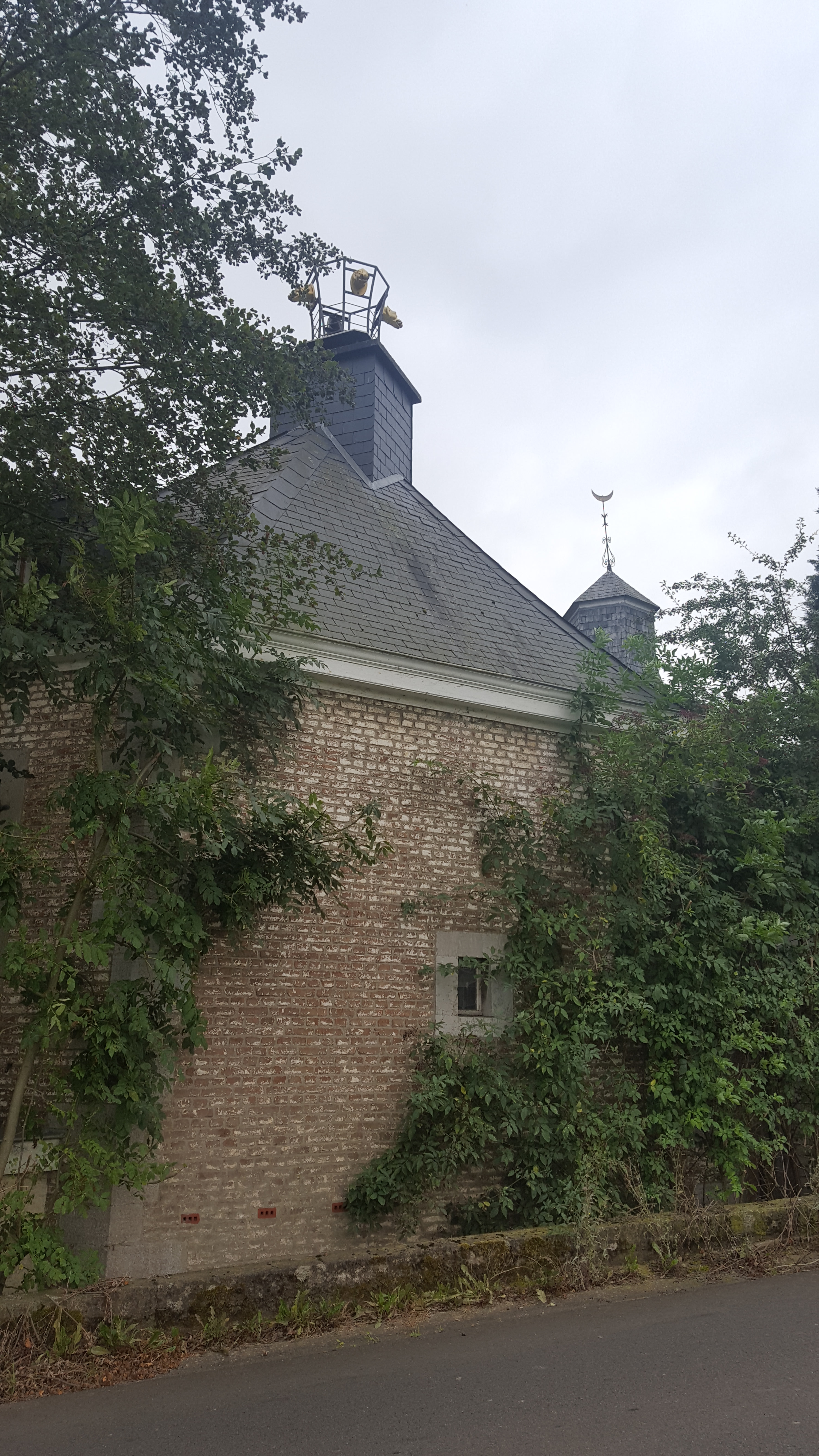
Kasteel Vreuschemen

Kasteel Vreuschemen is een kasteel dat is gelegen tussen de Belgische plaatsen Baelen en Membach, aan de Rue Vreuschemen 16, nabij de buurtschap Mazarinen.
Het betreft een voormalig lustslot dat reeds gedurende vier eeuwen in bezit is van de familie Vercken de Vreuschemen. In 1314 was er sprake van een bouwwerk in de buurt deze plaats, en mogelijk werd het kasteeltje op de fundamenten van dit bouwwerk opgericht. Het geheel ligt in een parkje met twee vijvers.
Het betreft een langgerekt bouwwerk, waarvan het noordoostelijk deel eind 19e eeuw ten offer viel aan een wegverlegging. Het oudste deel is het westelijk deel, dat van omstreeks 1700 is. In de loop van de 18e eeuw werden hieraan wijzigingen verricht en begin 19e eeuw werden drie traveeën toegevoegd door Simon-Joseph Vercken. Merkwaardig is het zeshoekige klokkentorentje op het dak.
Aan de westzijde van het kasteeltje liggen -veel later opgerichte- boerderijgebouwen.